# Paridad de género
La paridad de género entendida como una participación equilibrada de hombres y mujeres en las posiciones de poder y de toma de decisiones en todas las esferas de la vida (políticas, económicas y sociales), constituye una condición destacada para la igualdad entre los sexos. De hecho, el grado de paridad de las instituciones políticas y económicas se considera actualmente un indicador de la calidad democrática de los países, integrándose este dato en numerosos índices internacionales. Una presencia equilibrada de hombres y mujeres busca que se refleje mejor la composición de la sociedad, que se garanticen los intereses de las mujeres en la elaboración de las políticas públicas y se contribuya a eliminar la percepción que la política es cosa de hombres. Este principio de presencia equilibrada, establece que, del conjunto de posiciones a repartir (en una lista electoral, en un consejo de administración, en un órgano de gobierno colegiado, etc.) ninguno de los dos sexos tendría que tener una proporción inferior 40% ni superior al 60% - es decir, en ningún caso se asigna el 40% a las mujeres.

## Tratados y recomendaciones internacionales

Mapa que muestra los países que desde la independencia han tenido (contando Gobernadores Generales como jefes de Estado, pero excluyendo a los monarcas):
Jefa de gobierno femenina
Jefa de estado femenina
Mujer jefa de estado / gobierno (combinada)
Jefa de estado y jefa de gobierno Tres ex estados soberanos (Alemania del Este, Tannu Tuvá y Yugoslavia) también han tenido una Jefa de Estado o Gobierno.

La articulación de la idea normativa de democracia paritaria se ha construido a partir de múltiples fundamentos recogidos en varios documentos internacionales. En primer lugar, la Convención sobre la eliminación de todas las formas de discriminación contra la mujer (Naciones Unidas), de 18 de diciembre de 1979, establece en el Preámbulo que la máxima participación de la mujer en todas las esferas, en igualdad de condiciones con el hombre, es indispensable para el desarrollo lleno y completo de un país, el bienestar del mundo y la causa de la paz. En el artículo 3 los Estados firmantes acuerdan tomar "en todas las esferas, y en particular en las esferas política, social, económica o cultural, todas las medidas apropiadas para asegurar el pleno desarrollo de la mujer, con el objetivo de garantizar el derecho y goce de los derechos humanos y las libertades fundamentales en igualdad de condiciones con el hombre", y en el artículo 7 se establece el derecho de las mujeres a participar en la formulación de las políticas gubernamentales y en la ejecución de estas, y ocupar cargos públicos y ejercer todas las funciones públicas en todos los planes gubernamentales. La Cumbre Mujeres al Poder (Atenas, 1992), donde participaron mujeres ministras y exministras europeas, dio como resultado la Declaración de Atenas, el primer documento que planteó la infra-representación de las mujeres como un déficit de democracia y que inauguró la utilización del término «democracia paritaria»: 

La igualdad formal e informal de mujeres y hombres es un derecho humano fundamental. Las mujeres representan más de la mitad de la población. La igualdad requiere paridad en la representación y administración de las Naciones. Las mujeres representan la mitad del talento y habilidades potenciales de la humanidad y su infra-representación en la toma de decisiones es una pérdida por el conjunto de la sociedad. La infra-representación de las mujeres en la toma de decisiones impide que se tengan en cuenta los intereses y necesidades del conjunto de la población. Una participación equilibrada de mujeres y hombres en la toma de decisiones produciría diferentes ideas, valores y estilos de comportamiento necesarios para lograr un mundo más justo y equilibrado para todo el mundo, tanto para las mujeres como para los hombres.

En la IV Conferencia Mundial de las Mujeres de Naciones Unidas celebrada a Beijing el 1995 así como en el marco de la Unión Europea y el Consejo de Europa, se aprobaron también diferentes compromisos en cuanto al equilibrio de género en los espacios de decisión. La Plataforma de Acción de Beijing (1995) dedica un amplio apartado al ejercicio del poder y la toma de decisiones e insta a los Estados miembros de las Naciones Unidas a adoptar las medidas de acción positiva necesarias para lograr la paridad en todos los órganos gubernamentales y de la administración pública. Así mismo en 2003 el Consejo de Europa adoptó la Recomendación Rec(2003)3 sobre participación equilibrada de las mujeres y los hombres en los procesos de toma de decisión en los ámbitos político y público, incluyendo aquí un mandato explícito en los partidos políticos para que feminicen sus órganos de dirección y las candidaturas electorales. La Unión Europea ha proporcionado un apoyo absoluto desde su incorporación al IV Plan para la Igualdad de Oportunidades entre Hombres y Mujeres (1996-2000). Desde entonces, la Unión Europea ha realizado diferentes llamamientos sobre este tema, entre los más recientes en 2015, en una resolución del Parlamento Europeo del 10 de marzo de 2015, donde se establece lo siguiente: 

Hace hincapié en el consenso creciente a escala de la UE sobre la necesidad de promover la igualdad de género, entre otros medios, a través de la participación de las mujeres en la toma de decisiones económicas y políticas, que es una cuestión de derechos fundamentales y democracia, ya que es el reflejo actual de un déficit democrático; acoge con satisfacción, por tanto, los sistemas de igualdad y cuotas de género legislados e introducidos en algunos Estados miembros y pide al Consejo que adopte una posición en relación con la propuesta de Directiva destinada a mejorar el equilibrio de género entre los administradores no ejecutivos de las empresas cotizadas, a fin de que el procedimiento legislativo siga adelante lo antes posible; pide al Consejo y a la Comisión Europea que adopten las medidas necesarias para animar a los Estados Miembros a que hagan posible la participación equilibrada de mujeres y hombres en los distintos ámbitos de toma de decisiones; pide también que las instituciones de la UE hagan todo lo posible para garantizar la igualdad de género en el Colegio de Comisarios y en los altos cargos de todas las instituciones, agencias, institutos y órganos de la UE;
Resolución del Parlament Europeu del 10 de marzo de  2015 [1]

La propuesta de Directiva no logró el consenso necesario entre los Estados miembros para ser aprobada. Todos estos tratados, convenios y recomendaciones tienen como base común el artículo 21 de la Declaración Universal de Derechos Humanos, que reconoce que toda persona tiene derecho a participar en el gobierno de su país.

## Las medidas de acción positiva

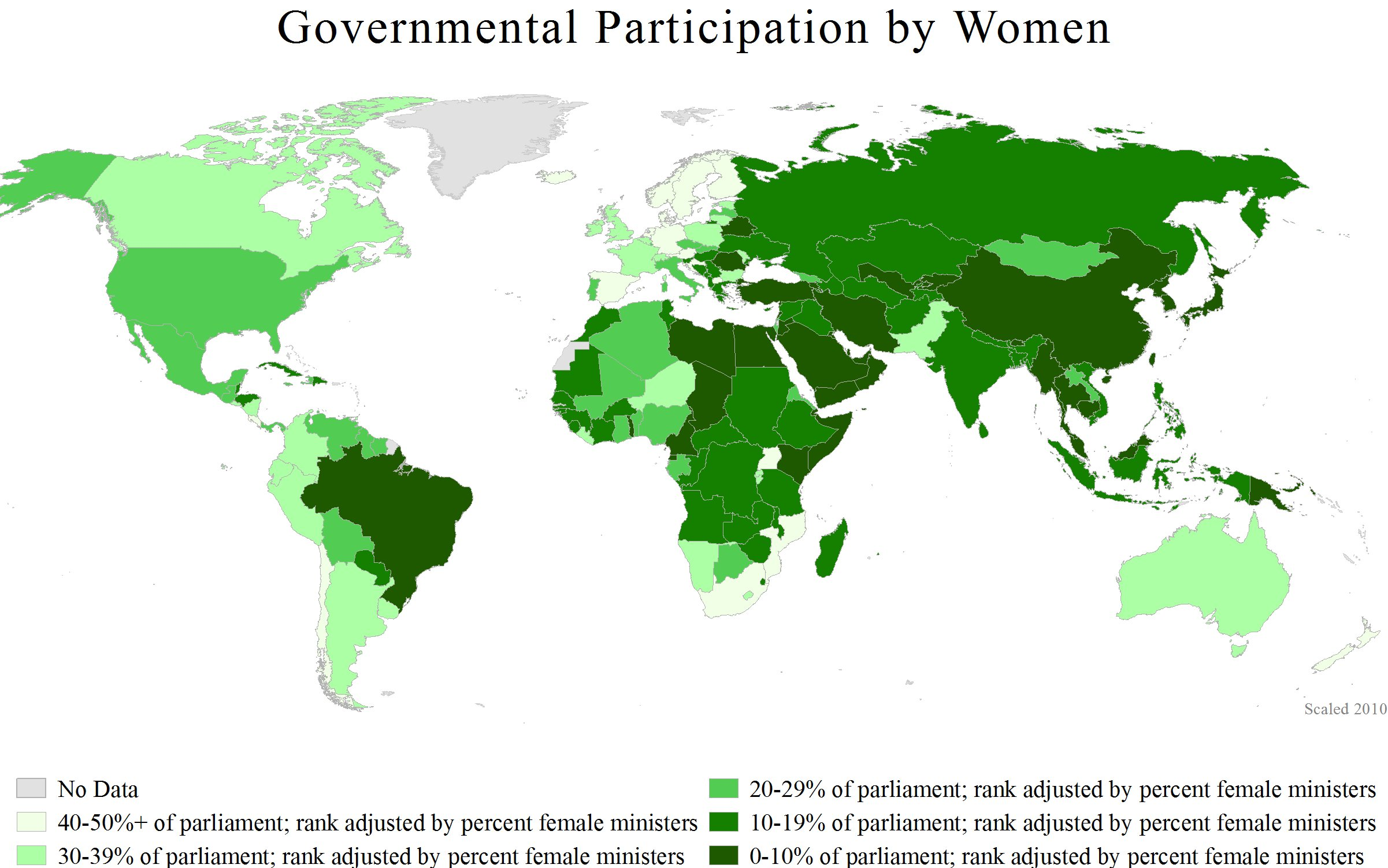
Un mapa del mundo por participación gubernamental de mujeres, 2010

Mujeres y hombres no participan todavía de manera equilibrada en los espacios de toma de decisión. Por un lado en 2016 la media mundial de mujeres diputadas en los parlamentos estatales es del 22,6 por ciento, según los datos de la Unión Interparlamentária. Mientras que en los países nórdicos encontramos un 41,1 por ciento de mujeres diputadas, excluidos estos países, la media de los países de la OSCE es tan solo del 24,3 por ciento, una proporción similar a la de la África subsahariana (23,1 por ciento) e inferior a la de las Américas (27,4 por ciento).  América Latina y El Caribe afrontan grandes retos para alcanzar la igualdad de género en el ámbito laboral. Uno es cumplir con el Convenio C190 de la Organización Internacional del Trabajo. Asia y los países árabes presentan los porcentajes más bajos (19,2 por ciento y 18,3 por ciento, respectivamente). Por otro lado, las esferas de decisión en el ámbito económico están muy masculinizadas. Tan solo el 23 por ciento de los miembros de los consejos de administración de las grandes empresas europeas son mujeres. De los 28 bancos centrales de los países de la Unión Europea, en 2016 solo uno está dirigido por una mujer y entre los gobernadores de estas instituciones solo hay un 20 por ciento de mujeres.
El techo de cristal se ha definido como aquella barrera o conjunto de barreras invisibles que impiden que las mujeres ocupen posiciones de responsabilidad superado un determinado umbral, tanto en el ámbito político, económico como social (véase también suelo pegajoso"). La resistencia a su desaparición, a pesar de los importantes avances realizados por las mujeres en las diferentes esferas de la vida, se explica por la aplicación de un amplio abanico de sesgos de género que impregnan la organización y las prácticas cotidianas de los centros de poder. Desde este punto de vista, podemos hablar de relaciones de poder de género arraigadas en las instituciones que reflejan, estructuran y refuerzan una distribución asimétrica de privilegios entre hombres y mujeres. Para lograr la paridad, la medida por excelencia son las cuotas.

### Tipo de cuotas
Según datos de la Unión Interparlamentaria (IPU), a 1 de abril de 2016,  había catorce países con paridad en su parlamento nacional. Tanto en estos casos como en otros países en que el porcentaje de mujeres al parlamento se acerca al 40 por ciento, se han introducido medidas de discriminación positiva para favorecer su presencia, en particular cuotas, las cuales son acciones afirmativas cuyo objetivo es elevar el porcentaje de participación de las mujeres en los procesos de toma de decisiones en la representación política.  De hecho, la utilización de cuotas de género se ha convertido en un fenómeno global, con más de cien países empleándolas para la composición de sus parlamentos.
En algunos casos, las cuotas han sido asumidas de forma voluntaria por los partidos, respetando unos porcentajes de representación mínima para las mujeres (o unos porcentajes máximos de representación para cualquier de los dos sexos) en la elaboración de las candidaturas electorales y en la composición de sus órganos ejecutivos. Estas cuotas pueden tener un carácter "blando" o "duro". Las cuotas "blandas" adoptan la forma de recomendaciones u objetivos y a menudo no están codificadas en los estatutos de los partidos. En cambio, las cuotas "duras" están reguladas en los estatutos de los partidos, establecen un objetivo de representación concreto y van acompañadas de sanciones en caso de incumplimiento - por ejemplo, los órganos centrales del partido modifican las listas presentadas por sus ramas a nivel de distrito para lograr los porcentajes de presencia de mujeres y hombres fijados en los estatutos. La mayor parte de los partidos políticos que han asumido cuotas voluntarias tienen una ideología de izquierda o centro-izquierda.

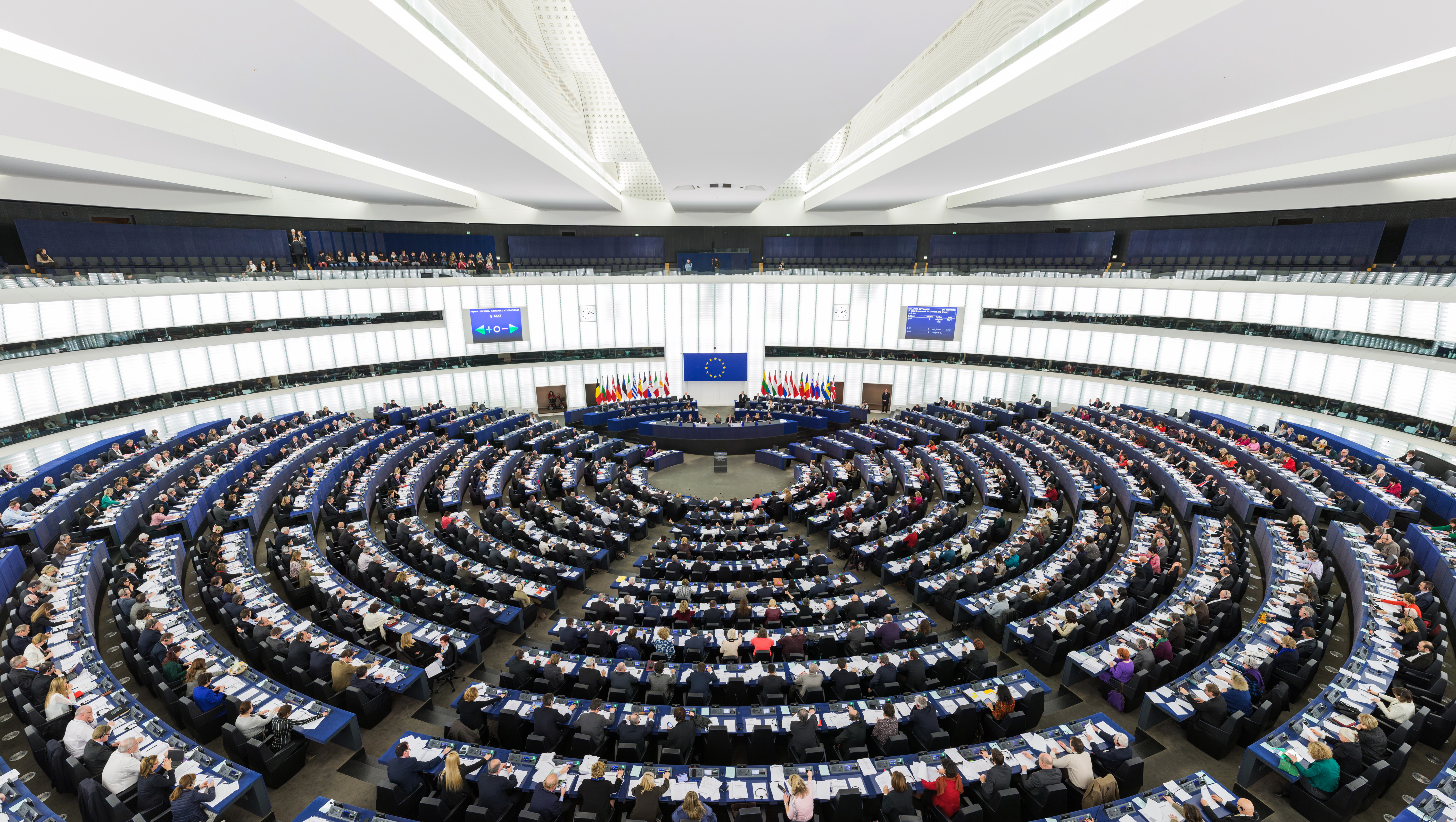
Parlamento Europeo de Estrasburgo

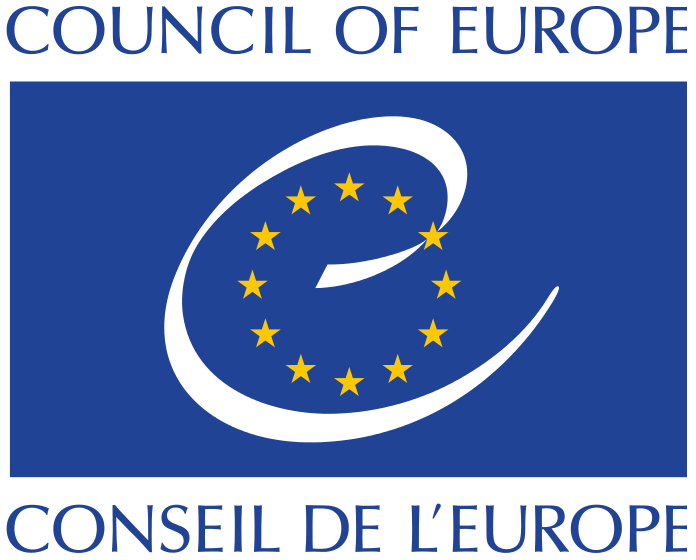
Consejo de Europa

En otros casos, los mecanismos de acción positiva han tenido un carácter legislativo, introducidas mediante una reforma constitucional, la reforma de la ley electoral o la adopción de una ley de igualdad. Existen dos tipos de cuotas legislativas, las cuotas sobre las candidaturas electorales y la reserva de escaños. Las cuotas sobre las candidaturas electorales obligan los partidos políticos a incluir a las listas una determinada proporción de candidatos y candidatas. La reserva de escaños, en cambio, garantiza un determinado número de escaños para mujeres diputadas. Cómo explican Hinojosa y Piscopo (2013: 78):  "Estas reservas funcionan de dos formas: los escaños se designan como exclusivos para mujeres y se asignan proporcionalmente entre los partidos políticos en función de los votos obtenidos por cada partido (como Pakistán y Bangladés), o bien, los distritos electorales se designan como exclusivamente de mujeres y las candidatas compiten entre sí por estos escaños (como Uganda y Marruecos)".
Las primeras cuotas legislativas fueron adoptadas en el América Latina y posteriormente se extendieron en Europa Occidental, la África y la Asia. Entre los países de América Latina se encuentra México el cual instauró las cuotas de género a partir de 2009.  Entre los países europeos que las utilizan encontramos: Bélgica (1994, reformada el 2002), Eslovenia (2006), España (2007), Francia (2000, reformada el 2007), Grecia (2008), Polonia (2011) y Portugal (2006). Estas cuotas se utilizan en todas las elecciones (europeas, parlamentarias, regionales y municipales). Esto no quiere decir que las cuotas en el ámbito político se apliquen solo en siete países. En todos los países europeos encontramos partidos que han adoptado cuotas voluntarias, a pesar de que el número de partidos con esta medida dentro de cada país presenta una importante variación.
En España tras la aprobación de la Ley para la igualdad efectiva de hombres y mujeres de 2007 algunas comunidades autónomas han introducido también cuotas para la composición de las listas electorales: Andalucía, Castilla-La Mancha, Cataluña, Islas Baleares y País Vasco.
En Argentina la ley 27412, denominada Ley de Paridad de Género en Ámbitos de representación política aprobada en 2017 obliga a los partidos políticos a intercalar varones y mujeres en las listas a legislativas. Una paridad al menos del 50%.

### Las generaciones de cuotas
La primera generación de cuotas abordó el desequilibrio de género de los parlamentos y de los partidos políticos. La segunda generación promovió la presencia de mujeres en los consejos consultivos de la administración pública. Finalmente, la tercera generación tiene como objetivo lograr la paridad en los consejos de administración de las grandes empresas, ya sean públicas o privadas. A pesar de que la introducción de cuotas legislativas para el ámbito económico avanza de manera más lenta que las cuotas aplicadas en el ámbito político, se observa una tendencia creciente, sobre todo en los países europeos.

### Los argumentos a favor y en contra de las cuotas
| A favor | En contra |
| --- | --- |
| Las instituciones tendrían que reflejar los principales grupos sociales. Constituyendo las mujeres la mitad de la población, los tendrían que corresponder la mitad de los cargos de decisión | La representación política consiste en la representación de ideas y no de grupos sociales. Si los cupos fueran proporcionales a la cantidad de géneros, razas y especies del pueblo sería totalmente ilógico. ¿Acaso un humano no puede representar un animal por ejemplo? ¿Puede un hombre blanco hablar por un hombre negro por ejemplo? |
| La representación política no consiste únicamente en mérito y competencia. Se trata de representar al pueblo. Por otro lado, hay que revisar los sesgos androcéntricos que impregnan la definición de los méritos | En el sistema democrático no hay lugar para que se dé el supuesto androcentrismo, porque la mayoría de la población es mujer y el voto es universal. Por lo tanto las mujeres que no se sientan representadas por un partido en el que la mayoría de los candidatos sean hombres, puede votar a otro partido diferente. |
| Las cuotas no son discriminatorias por los hombres sino que compensan las barreras existentes que impiden que las mujeres accedan a los cargos de decisión. No hay evidencia empírica que demuestre que los hombres están mejor calificados que las mujeres                                                               | Las cuotas son discriminatorias ya que en el sistema democrático el ciudadano tiene el derecho a elegir a quienes más lo representen, ya sean hombres o mujeres. No hay evidencia de que los hombres estén mejor calificados que las mujeres pero tampoco hay evidencia de que existan barreras que impidan a las mujeres ocupar cargos políticos. |
| La representación política se refiere a derechos y justicia. Las mujeres tienen derecho como ciudadanas a la igualdad de representación. Las mujeres están mejor representadas por mujeres puesto que comprenden qué significa la igualdad significa para ellas.                                                          | Las cuotas van en contra del principio de igualdad de oportunidades puesto que se concede prioridad a un grupo (las mujeres). Los legisladores tienen el deber de investigar mediante estudios serios los distintos fenómenos de la sociedad y las estadísticas que se requieran para el voto de determinada ley, por lo tanto, no debería ser fundamental lo que hay entre las piernas de cada uno. |
| Las cuotas limitan la tendencia de los partidos a designar principalmente hombres y los obliga a buscar candidatas competentes. Si los partidos discriminan las mujeres, pueden ser considerados organizaciones democráticas? Para el electorado, se amplían las oportunidades de votar a partidos con candidatas mujeres | Las cuotas restringen la autonomía de los partidos en el proceso de selección de candidaturas. Además, las cuotas no son democráticas puesto que el electorado tendría que tener la última palabra sobre quien los representará. Además, hoy en día es evidente la participación de la mujer en casi todos los partidos políticos. Sirve de ejemplo Argentina en donde en 2018, si bien el presidente es un hombre, la gobernadora de la Provincia de Buenos Aires y la vicepresidenta de la Nación son mujeres. |
| Las mujeres están tan calificadas como los hombres pero sus calificaciones son menospreciadas en un sistema político, económico y social dominado por hombres | Muchas mujeres no quieren ser elegidas sólo porque sean mujeres. Las cuotas contribuyen a fomentar la sospecha que las mujeres han sido nombradas gracias a su género y no a su talento. No hay prueba alguna de que las mujeres sean menospreciadas en el ámbito político. |
| Las cuotas son un método para aumentar el número de mujeres elegidas de manera efectiva y rápida. La introducción de cuotas, por lo tanto, agiliza el proceso para llegar a la paridad en la representación | Las cuotas son irrelevantes. Mujeres y hombres son iguales en la sociedad. La verdadera pregunta es si es justo y necesario aumentar el número de mujeres en las cámaras y, por lo tanto, restringir el número de hombres. |
| La categoría género es la más transversal de todas las divisiones sociales existentes | Las cuotas por mujeres irán seguidas de demandas de cuotas por otros grupos, hecho que producirá una «balcanización» de la política |
| Los sesgos de género patriarcales en la organización de la sociedad, los partidos y las instituciones dificutan la entrada de las mujeres en la política | No hay ningún estudio serio que indique que haya un sesgo de género patriarcal que impida la participación política de las mujeres |

Fuente: Verge Mestre, Tània (2011). Cuotas de género y reclutamiento político. Barcelona: Fundación Josep Irla, p. 20.

### La constitucionalidad de las medidas de acción positiva
La introducción de cuotas legislativas no ha estado exenta de polémica y ha contado con detractores entre ciertos partidos y algunos miembros de la judicatura. Por ejemplo, el 1982 en Francia y el 1995 en Italia los respectivos tribunales constitucionales anularon las leyes de paridad para considerar que violaban la igualdad ante la ley y fue necesario reformar la constitución antes de poder aprobar nuevas medidas de este tipo. Una reforma constitucional también precedió la adopción de cuotas en Bélgica, Portugal y Grecia.
En España, el Partido Popular presentó un recurso de inconstitucionalidad contra la reforma de la ley electoral introducida por la Ley de Igualdad (Ley Orgánica 3/2007 de 15 de marzo). Este partido argumentaba que las listas paritarias impuestas legalmente suponen “una clara restricción de la libre actividad" de los partidos en la formación de candidaturas, vulneran la prohibición de discriminar por motivo de sexo. El recurso fue desestimado y la sentencia del Tribunal Constitucional (STC 12/2008) recuerda que la Constitución ampara la participación efectiva de hombres y mujeres en la vida política y que las cuotas son una medida razonable y proporcionada para garantizar esta igualdad efectiva puesto que aseguran el parecido entre el conjunto de representantes y representados. Así mismo, el Tribunal Constitucional argumentó que las cuotas no violan la integridad del cuerpo electoral porque los candidatos y candidatas representan todo el electorado y que no discriminan los hombres porque aplican las mismas proporciones para los hombres que para las mujeres. Finalmente, el TC rechazó que las cuotas infrinjan la libertad de los partidos puesto que es la ciudadanía y no los partidos quien disfruta de los derechos de sufragio activo y pasivo. Los recursos de inconstitucionalidad presentados por el PP contra las leyes autonómicas en materia de paridad a las listas electorales también fueron rechazados por el alto tribunal.